# Кубок африканських націй 2006
Кубок африканських націй 2006 року — 25-та континентальна футбольна першість, організована Африканською конфедерацією футболу. Змагання проходили з 20 січня до 10 лютого 2006 року у Єгипті. Шістнадцять команд, включаючи господаря турніру, збірну Єгипту, змагалися спочатку у груповому турнірі, а потім у матчах на вибування за титул футбольного чемпіона Африки. Всього було зіграно 32 матчі, в яких забито 73 м’ячі (в середньому по 2,28 м’яча за матч).
Єгипет здобув чемпіонський титул, п’ятий у своїй історії, перемігши в серії післяматчевих пенальті збірну Кот-д’Івуару з рахунком 4:2, третє місце, як і на попередньому турнірі в 2004 році, посіла Нігерія. Найкращим бомбардиром турніру став камерунець Самуель Ето'о, гравець іспанської «Барселони», який забив п’ять м’ячів. Найкращим гравцем турніру був визнаний єгиптянин Ахмед Хассан.
Кваліфікаційний турнір Кубка Африки проводився спільно з кваліфікацією до чемпіонату світу 2006 року; до фінального розіграшу Кубка Африки потрапляли три найкращі команди з кожної кваліфікаційної групи. Лівія, яка посіла у групі четверте місце, пройшла кваліфікацію завдяки тому, що третє місце в її групі зайняв Єгипет, який до Кубка Африки потрапляв автоматично як країна-господар.
Єгипет, який уже був господарем Кубків Африки 1959, 1974 і 1986 років, приймав континентальну першість вчетверте. Матчі тритижневого турніру проходили на стадіонах Каїра, Александрії, Порт-Саїда та Ісмаїлії. Всі ці міста розташовані на півночі країни довкола нільської дельти. Збірна Єгипту брала участь у розіграші Кубка Африки у двадцятий раз, встановивши таким чином рекорд кількості появ у фінальних змаганнях континентальної першості. Напередодні цього турніру рекорд кількості здобутих чемпіонських титулів поділяли три команди — Гана, Єгипет та Камерун — що досі ставали чемпіонами Африки по чотири рази.
Офіційним талісманом турніру став нільський крокодил на ймення Кроконіл, одягнений у строкате давньоєгипетське вбрання і корону фараонів Верхнього і Нижнього Єгипту, з червоно-біло-чорним триколором єгипетського прапора на череві.
Кубок африканських націй 2006 року дав шанс визнаним фаворитам африканського футболу — збірним Єгипту, Камеруну, Марокко, Нігерії, Південної Африки та Сенегалу, яким цього разу не вдалося потрапити до чемпіонату світу, реабілітуватися в матчах проти дебютантів світової першості — збірних Анголи, Гани, Кот-д’Івуару і Того, які влітку того ж року мали представляти Африканський континент на чемпіонаті світу у Німеччині.

## Економічні показники
Економічний ефект від проведення турніру став істотним для Африки, але дуже скромним в порівнянні з доходами, які приносять континентальні першості у сусідній Європі. Телекомпанії заплатили за право трансляції матчів Кубка 5 млн. євро. Для порівняння — продаж прав на телетрансляцію матчів європейського чемпіонату 2004 року у Португалії принесла організаторам 550 млн євро.
Премії, які сплачувались командам-учасницям, становили від 100 тис. євро команді, яка не вийшла за межі групового турніру, до 300 тис. чемпіону Африки. Для порівняння: на Євро-2004 премія за участь у фінальному розіграші становила 3,5 млн євро.
Вхідні квітки на матчі Кубка коштували від 10 єгипетських фунтів (1,43 євро) до 900 фунтів (85,94 євро); їхня ціна значно варіювалася залежно від стадіону та матчу.
Спортивний телеканал «Євроспорт» здійснював прямі трансляції 27 з 32 матчів Кубка на країни Європи, Північної Африки і Близького Сходу дев’ятнадцятьма різними мовами. В арабських країнах усі 32 матчі транслювалися телекомпаніями «Аль-Джазіра-Спорт» і АРТ.

## Стадіони

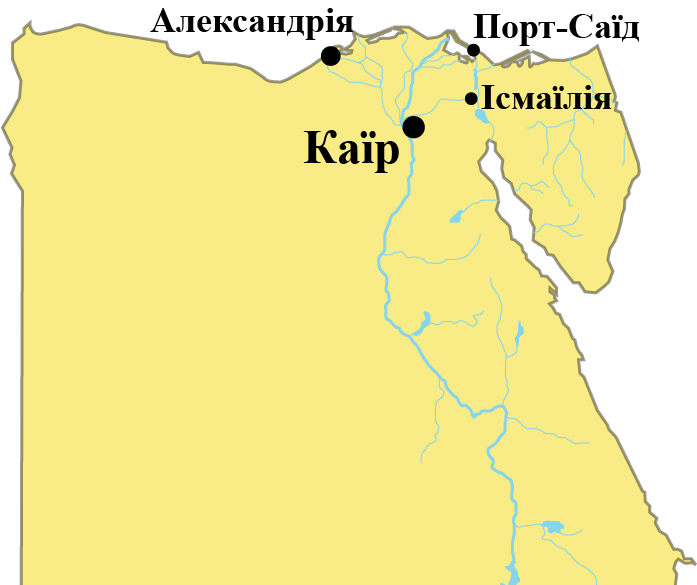
Міста проведення матчів Кубка Африки 2006

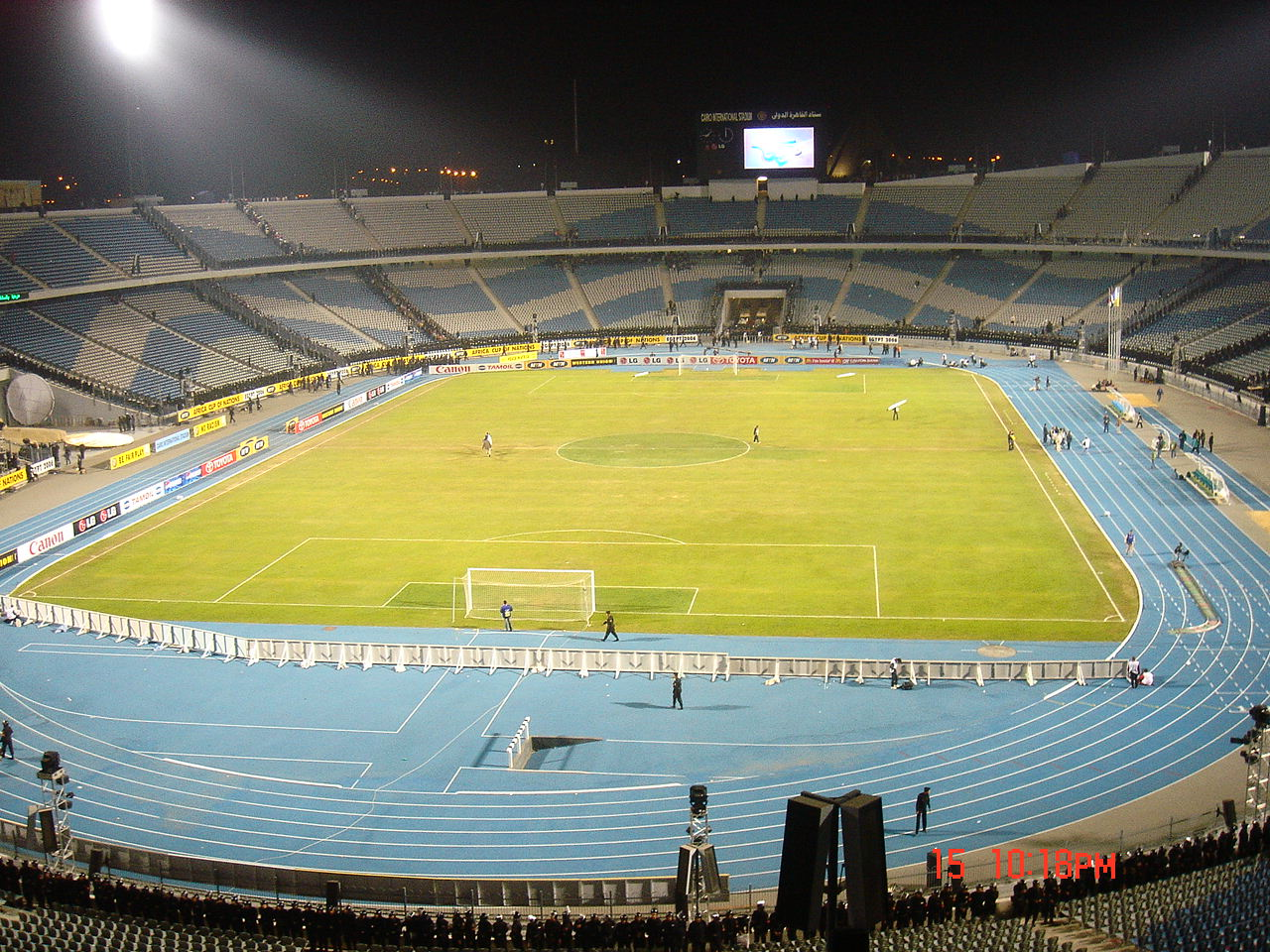
Стадіон «Каїро Інтернешнл»

Єгипетський оргкомітет відібрав для проведення матчів континентальної першості шість стадіонів: два у Каїрі, два в Александрії і по одному в Порт-Саїді та Ісмаїлії. Матч-відкриття турніру між господарем чемпіонату Єгиптом і збірною Лівії, а також фінальний матч проходили на столичному стадіоні «Каїро-Інтернешнл» місткістю 74 100 глядачів. Місткість решти стадіонів принаймні вдвічі менша.
- Каїр, столиця Єгипту і його найбільше місто, на річці Ніл біля верхівки її дельти:
  - Стадіон «Каїро Інтернешнл» місткістю 74 100 глядачів, побудований в 1960 році. Це найбільшій стадіон у Єгипті та один з найбільших у світі. Стадіон має бігову доріжку, але переважно використовується для футбольних змагань. Перед Кубком Африки стадіон було відремонтовано й оновлено. Він розташований за вісім кілометрів від каїрського міжнародного аеропорту і приблизно за 14 км від центра Каїра. Стадіон став ареною церемоній відкриття і закриття чемпіонату; на ньому було проведено 9 матчів: п'ять з шести матчів групи A, один з шести матчів групи B, один чвертьфінальний і один півфінальний матч, а також фінал.
  - Стадіон Каїрської військової академії місткістю 28 500 глядачів. Розташований за два кілометри від столичного аеропорту і за 25 км від центру міста. 16 закритих коментаторських кабінок для радіо- і телевізійних трансляцій було обладнано напередодні чемпіонату на додаток до трьох існуючих коментаторських місць. На стадіоні відбулося 8 матчів: один з шести матчів групи A, п'ять з шести матчів групи B, один чвертьфінал і матч за третє місце.
- Александрія, портове місто в дельті Нілу на середземноморському узбережжі:
  - Стадіон «Харрас Ель-Хедуд» — найбільший стадіон Александрії місткістю 22000 глядачів. На ньому було зіграно 7 матчів: п'ять з шести матчів групи C, один чвертьфінальний і один півфінальний матчі.
  - Стадіон «Александрія» з максимальною місткістю 19 676 глядачів, побудований в 1929 році. Розташований за три кілометри від аеропорту і за 6 км від міського центру. На цьому стадіоні проходив єдиний матч групового турніру групи C між Замбією і Південною Африкою.
- Порт-Саїд, місто біля північного кінця Суецького каналу на середземноморському узбережжі за 200 км на північний схід від столиці:
  - Стадіон «Порт-Саїд» місткістю 22 000 глядачів. На ньому відбулося 6 матчів: п'ять з шести матчів групи D, а також один із чвертьфіналів.
- Ісмаїлія, місто біля середини Суецького каналу за 120 км на північний схід від столиці:
  - Стадіон «Ісмаїлія» місткістю 16 500 глядачів. Тут відбувся єдиний матч групового турніру групи D між Ганою і Зімбабве.

## Склади команд
Виклик африканських футболістів до збірних своїх країн для участі в Кубку Африки створило додаткові труднощі для європейських футбольних клубів, які, і без того відчуваючи значні проблеми з комплектацією через підготовку збірних до чемпіонату світу, що мав відбуватися влітку того ж року, до трьох тижнів поспіль мусили обходитися без значної кількості своїх африканських гравців. Незважаючи на протести, Африканська конфедерація футболу продовжувала наполягати на збереженні традиційної дворічної періодичності розіграшів африканської першості.
В розіграші Кубка Африки 2006 року взяли участь чотири гравці чемпіонату України: гвінеєць Ісмаель Бангура з київського «Динамо», нігерійці Айла Юсуф (також з «Динамо») і Джуліус Агахова з донецького «Шахтаря», а також гравець полтавської «Ворскли» і збірної Тунісу Суфіане Мелліті. Чемпіонат Росії на Кубку Африки представляли також чотири гравці: ганці Баба Адаму з самарських «Крил Рад» і Ларьєа Кінгстон з грозненського «Терека» та нігерійці Йозеф Енакаріре з московського «Динамо» і Чіді Одіа з ЦСКА. Переважна більшість гравців на цьому розіграші Кубка Африки представляли клуби вищого дивізіону чемпіонатів Англії і Франції.
Максимальна кількість гравців, заявлених для участі у змаганнях, на цьому чемпіонаті була збільшена з 22 до 23.

## Кваліфікація

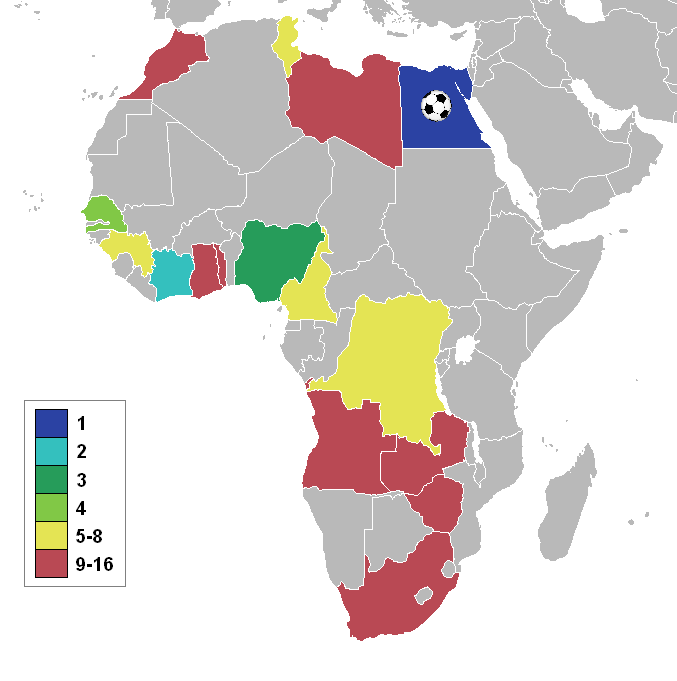
Країни-учасниці Кубка Африки 2006 на карті континенту. Забарвлення відбиває досягнений на Кубку результат.

Вперше в історії розіграшів Кубків Африки для визначення учасників фінальних змагань були використані результати кваліфікаційного турніру зони КАФ до чемпіонату світу. Тоді як до світової першості потрапляли лише найкращі команди кваліфікаційних груп, до участі в Кубку Африки допускалися три найкращі команди з кожної групи. Єдиним винятком стала Лівія; вона посіла в групі четверте місце, але внаслідок того, що Єгипет, якій зайняв в тій же групі третю позицію, кваліфікувався автоматично як господар турніру, також потрапила до фінального розіграшу.
Рішення про об’єднання кваліфікаційних турнірів Кубка Африки і чемпіонату світу стало поступкою КАФ гравцям африканських збірних, більша частина яких грає в європейських клубах з і без того насиченим ігровим календарем.
Кубок Африки 2006 став першим розіграшем континентальної першості, на якому поточний чемпіон Африки мав проходити кваліфікацію разом з іншими учасниками; право автоматичної кваліфікації віднині надавалося лише команді країни-господаря турніру. Туніс, чемпіон Африки 2004 року, відмінно відіграв кваліфікаційний турнір, посівши перше місце у групі 5 і здобувши місце у фінальних змаганнях як Кубка Африки, так і чемпіонату світу. 

### Учасники
За результатами кваліфікації місце у фінальному розіграші здобули такі команди:
| Команда     | Кваліфікація                           | Вкотре          | Востаннє | Найкраще          |
| ----------- | -------------------------------------- | --------------- | -------- | ----------------- |
| Єгипет      | Кваліфікований автоматично як господар | 20 (12 поспіль) | 2004     | 4-разовий чемпіон |
| Кот-д'Івуар | Група 3 — 1-е місце                    | 16              | 2002     | чемпіон (1992)    |
| Гана        | Група 2 — 1-е місце                    | 15              | 2002     | 4-разовий чемпіон |
| ДР Конго    | Група 2 — 2-е місце                    | 15 (8 поспіль)  | 2004     | 2-разовий чемпіон |
| Камерун     | Група 3 — 2-е місце                    | 14 (6 поспіль)  | 2004     | 4-разовий чемпіон |
| Нігерія     | Група 4 — 2-е місце                    | 14 (4 поспіль)  | 2004     | 2-разовий чемпіон |
| Замбія      | Група 1 — 3-є місце                    | 12              | 2002     | друге місце       |
| Марокко     | Група 5 — 2-е місце                    | 12 (5 поспіль)  | 2004     | чемпіон (1976)    |
| Туніс       | Група 5 — 1-е місце                    | 12 (7 поспіль)  | 2004     | чемпіон (2004)    |
| Сенегал     | Група 1 — 2-е місце                    | 10 (4 поспіль)  | 2004     | друге місце       |
| Того        | Група 1 — 1-е місце                    | 10              | 2002     | груповий турнір   |
| Гвінея      | Група 5 — 3-є місце                    | 8 (2 поспіль)   | 2004     | друге місце       |
| ПАР         | Група 2 — 3-є місце                    | 6 (6 поспіль)   | 2004     | чемпіон (1996)    |
| Ангола      | Група 4 — 1-е місце                    | 3               | 1998     | груповий турнір   |
| Зімбабве    | Група 4 — 3-є місце                    | 2 (2 поспіль)   | 2004     | груповий турнір   |
| Лівія       | Група 3 — 4-е місце                    | 2               | 1982     | друге місце       |

## Жеребкування
Жеребкування Кубка африканських націй 2006 відбулося 20 жовтня 2005 року в Каїрі.
Перед жеребкуванням команди були розподілені по чотирьом кошикам згідно з їхнім поточним рейтингом. При визначенні рейтингу враховувались результати команд, показані на трьох попередніх розіграшах Кубка Африки 2000, 2002 і 2004 років.
- Чемпіон отримував 7 очок, фіналіст 5, півфіналісти по 3, чвертьфіналісти по 2, команди, що вибули із змагань на груповому етапі — по одному очку.
- Очки, здобуті командами на Кубку 2004, множилися на 3, на Кубку 2002 — на 2.
- Згідно з отриманою таким чином кількістю очок команди були розбиті на чотири кошика: 1-й, 2-й, 3-й і 4-й.
- Команди Замбії, Зімбабве, Кот-д’Івуару і Того, які набрали по 3 очки, були розподілені між 3-м і 4-м кошиками на підставі результатів кваліфікації до чемпіонату світу 2006: учасники світової першості Кот-д’Івуар і Того потрапили до 3-го кошика, Замбія і Зімбабве — до 4-го.

Таким чином, кошики для жеребкування набрали такого вигляду:
- Кошик 1: Єгипет, Камерун, Нігерія, Туніс
- Кошик 2: ДР Конго, Марокко, Південна Африка, Сенегал
- Кошик 3: Гана, Гвінея, Кот-д’Івуар, Того
- Кошик 4: Ангола, Замбія, Зімбабве, Лівія

Групи формувалися шляхом випадкового вибору по одній команді з кожного кошика. Таким чином рівні по силі команди мали бути рознесені по різним групам. Організатор турніру Єгипет був без жеребкування поміщений до групи А; поточний чемпіон Туніс — до групи C.
В результаті жеребкування склад груп набув такого вигляду:
|         | Група A     | Група B  | Група C | Група D  |
| ------- | ----------- | -------- | ------- | -------- |
| Кошик 1 | Єгипет      | Камерун  | Туніс   | Нігерія  |
| Кошик 2 | Марокко     | ДР Конго | ПАР     | Сенегал  |
| Кошик 3 | Кот-д'Івуар | Того     | Гвінея  | Гана     |
| Кошик 4 | Лівія       | Ангола   | Замбія  | Зімбабве |

## Регламент змагань
У фінальному розіграші Кубка африканських націй 2006 року брали участь 16 команд. Розіграш складався з групового турніру і матчів на вибування. Всього було зіграно 32 матчі, в яких було забито 73 голи.

### Груповий турнір
У груповому турнірі 16 команд-учасниць були розбиті на чотири групи (позначені латинським літерам A, B, C і D); всередині групи кожна команда грала один матч з кожною іншою. За перемогу в матчі групового турніру команда здобувала три очка, за нічию — одне очко, у разі поразки команда не здобувала очок. Команди посідали місця в турнірній таблиці згідно з кількістю набраних очок. У разі рівності кількості очок, набраних кількома командами, для визначення кращої застосовувалися такі критерії в такому порядку: 
- кількість очок, набраних лише у матчах між цими командами;
- кількість забитих м'ячів у цих матчах;
- різниця забитих і пропущених м'ячів в усіх групових матчах;
- кількість забитих м'ячів в усіх групових матчах;
- індекс fair-play, який враховує кількість жовтих та червоних карток, отриманих гравцями команди в усіх групових матчах;
- у разі рівності усіх цих показників для виявлення кращої команди має бути використаний жереб.[2]

### Матчі на вибування
Завершальна фаза змагань складалася з чотирьох чвертьфіналів, двох півфіналів, матчу за третє місце і фінального матчу. На цьому етапі, якщо основний час матчу (90 хвилин) закінчується внічию, команди грають два додаткових 15-хвилинних тайми. Якщо протягом цього часу жодна команда не здобуває переваги, влаштовується серія післяматчевих пенальті. Правило «срібного голу» (наступника «золотого голу»), скасоване ФІФА в 2002 році, на Кубку Африки 2006 вже не застосовувалося.

## Церемонія відкриття
Церемонія відкриття змагань відбулася за кілька годин до першого матчу на столичному стадіоні «Каїро Інтернешнл» в присутності 70 000 глядачів. В театралізованій виставі зображувалися сценки з єгипетської історії. Нішам Аббас і Саміра Саїд виконали офіційну пісню чемпіонату, після чого президент Єгипту Хосні Мубарак проголосив чемпіонат Африки 2006 відкритим. По завершенню церемонії відбувся перший матч турніру між командами Єгипту і Лівії.

## Груповий етап

### Група A
|             |   |   |   |   |    |    |   |
| Команда     | І | В | Н | П | МЗ | МП | О |
| Єгипет      | 3 | 2 | 1 | 0 | 6  | 1  | 7 |
| Кот-д'Івуар | 3 | 2 | 0 | 1 | 4  | 4  | 6 |
| Марокко     | 3 | 0 | 2 | 1 | 0  | 1  | 2 |
| Лівія       | 3 | 0 | 1 | 2 | 1  | 5  | 1 |
|             |   |   |   |   |    |    |   |

| Результати          |                  |         |           |             |
| Дата                | Місце проведення |         | Результат |             |
| 20 січня 2006 17:00 | Каїр             | Єгипет  | 3:0       | Лівія       |
| 21 січня 2006 12:00 | Каїр             | Марокко | 0:1       | Кот-д'Івуар |
| 24 січня 2006 15:15 | Каїр             | Лівія   | 1:2       | Кот-д'Івуар |
| 24 січня 2006 18:00 | Каїр             | Єгипет  | 0:0       | Марокко     |
| 28 січня 2006 17:00 | Каїр             | Єгипет  | 3:1       | Кот-д'Івуар |
| 28 січня 2006 17:00 | Каїр             | Лівія   | 0:0       | Марокко     |
|                     |                  |         |           |             |

Єгипет блискуче почав виступ на Кубку Африки перемогою 3:0 над збірною Лівії. За матчем-відкриттям чемпіонату на столичному стадіоні «Каїро Інтернешнл» спостерігали 70000 глядачів. Хассан Мідо з англійського «Тоттенхем Хотспур» забив перший м’яч на чотирнадцятій хвилині. Вісьмома хвилинами пізніше Мохамед Або Трека після штрафного удару зробив рахунок 2:0; третій гол забив Ахмед Хассан.
Другий матч проти збірної Марокко закінчився нульовою нічиєю; в третьому матчі Єгипет, завдяки перемозі над Кот-д’Івуаром, який вже гарантував собі місце у чвертьфіналі, посів перше місце в групі і здобув право продовжити змагання.
Збірна Кот-д’Івуару першою в групі здобула місце у чвертьфіналі. Нападник лондонського «Челсі» Дідьє Дрогба забив з пенальті єдиний м’яч в матчі проти Марокко (1:0), а також другий, переможний м’яч в матчі проти збірної Лівії (2:1). Завдяки двом перемогам Кот-д’Івуар достроково здобув собі місце у чвертьфіналі, і поразка 1:3 від Єгипту в останньому матчі вже не могла нічого змінити.
Збірна Марокко не забила жодного м’яча на цьому турнірі. Після поразки 0:1 від Кот-д’Івуару в першому матчі і двох нульових нічиїх фіналіст попереднього Кубка Африки 2004 був змушений завершити змагання і повернутись додому.
Лівія не піднесла решті учасників групи A ніяких сюрпризів; здобувши єдине очко завдяки нульовій нічиїй з Марокко, лівійці закінчили турнір на останньому місці у групі.

### Група B
|          |   |   |   |   |    |    |   |
| Команда  | І | В | Н | П | МЗ | МП | О |
| Камерун  | 3 | 3 | 0 | 0 | 7  | 1  | 9 |
| ДР Конго | 3 | 1 | 1 | 1 | 2  | 2  | 4 |
| Ангола   | 3 | 1 | 1 | 1 | 4  | 5  | 4 |
| Того     | 3 | 0 | 0 | 3 | 2  | 7  | 0 |
|          |   |   |   |   |    |    |   |

| Результати          |                  |         |           |          |
| Дата                | Місце проведення |         | Результат |          |
| 21 січня 2006 15:15 | Каїр             | Камерун | 3:1       | Ангола   |
| 21 січня 2006 18:00 | Каїр             | Того    | 0:2       | ДР Конго |
| 25 січня 2006 15:15 | Каїр             | Ангола  | 0:0       | ДР Конго |
| 25 січня 2006 18:00 | Каїр             | Камерун | 2:0       | Того     |
| 29 січня 2006 17:00 | Каїр             | Ангола  | 3:2       | Того     |
| 29 січня 2006 17:00 | Каїр             | Камерун | 2:0       | ДР Конго |
|                     |                  |         |           |          |

Камерун здобув місце у чвертьфіналі вже після двох ігор: проти Анголи (3:0) і Того (2:0). Матч проти Того став 25-м матчем Кубків Африки для камерунця Рігоберта Сонга, який таким чином побив рекорд Алена Гуамене, що відіграв на позиції воротаря збірної Кот-д’Івуару 24 матчі континентальної першості. Дуже добру результативність продемонстрував нападник іспанської «Барселони» Самуель Ето'о, який забив п’ять м’ячів (три з яких в матчі проти Анголи).
ДР Конго після перемоги 1:0 над Того, нульової нічиєї з Анголою і поразки 0:2 від Камеруну набрала однакову кількість очок з Анголою і потрапила до чвертьфіналу завдяки кращій різниці забитих і пропущених м’ячів.
Ангола, яка літом 2006 року мала вперше взяти участь у чемпіонаті світу, на Кубку Африки не зуміла вийти за межі групового турніру. Набравши однакову кількість очок з ДР Конго, вона посіла лише третє місце в групі через гіршу різницю забитих і пропущених м’ячів; для випередження ДР Конго їй забракло лише одного забитого м’яча. У складі ангольців найбільш успішно діяв нападник Амаду Флавіу, який забив три м’ячі.
Того, також майбутній дебютант світової першості, програла всі три матчі і закінчила змагання, не набравши жодного очка. Приклад Того показав, що команда, якій вдалося пройти кваліфікацію до чемпіонату світу, не обов’язково належить до числа найсильніших команд континенту. Тоголезці показали дуже невиразну гру, в перших двох матчах не забивши жодного гола і програвши обидві зустрічі з рахунком 0:2. Збірній Того вдалося забити лише в останньому матчі проти Анголи, в якому вона, однак, зазнала поразки з рахунком 2:3. Незважаючи на успішну кваліфікацію країни до чемпіонату світу, після провального виступу збірної на Кубку Африки 14 лютого 2006 року футбольна федерація Того ухвалила рішення про звільнення нігерійця Стівена Кеші з посади головного тренера збірної.

### Група C
|         |   |   |   |   |    |    |   |
| Команда | І | В | Н | П | МЗ | МП | О |
| Гвінея  | 3 | 3 | 0 | 0 | 7  | 1  | 9 |
| Туніс   | 3 | 2 | 0 | 1 | 6  | 4  | 6 |
| Замбія  | 3 | 1 | 0 | 2 | 3  | 6  | 3 |
| ПАР     | 3 | 0 | 0 | 3 | 0  | 5  | 0 |
|         |   |   |   |   |    |    |   |

| Результати          |                  |        |           |        |
| Дата                | Місце проведення |        | Результат |        |
| 22 січня 2006 15:15 | Александрія      | Туніс  | 4:1       | Замбія |
| 22 січня 2006 18:00 | Александрія      | ПАР    | 0:2       | Гвінея |
| 26 січня 2006 15:15 | Александрія      | Замбія | 1:2       | Гвінея |
| 26 січня 2006 18:00 | Александрія      | Туніс  | 2:0       | ПАР    |
| 30 січня 2006 17:00 | Александрія      | Туніс  | 0:3       | Гвінея |
| 30 січня 2006 17:00 | Александрія      | Замбія | 1:0       | ПАР    |
|                     |                  |        |           |        |

Збірна Гвінеї стала однією з найбільших несподіванок групового турніру. Почавши груповий турнір з перемоги 2:0 над Південною Африкою, вона після цього перемогла Замбію 2:1, а в останньому матчі розгромила з рахунком 3:0 переможця попереднього Кубка Африки і учасника світової першості 2006 року збірну Тунісу. Не втративши у груповому турнірі жодного очка, збірна Гвінеї вийшла у чвертьфінал з першого місця у групі. У складі гвінейців виділявся Пабло Тіам з німецького «Вольфсбурга», визнаний найкориснішим гравцем команди; найкращім бомбардиром збірної став Паскаль Фендуно з французького «Сент-Етьєна», який забив у групових матчах три м’ячі (всього на чемпіонаті чотири).
Туніс виграв перші два матчі проти Замбії (4:1) і Південної Африки (2:0), достроково здобувши місце у чвертьфіналах. Найпомітнішим у складі Тунісу був Франсілеуду Сантус, чотири голи якого зробили вирішальний внесок в дострокове здобуття командою місця у плей-оф. В останньому матчі тренер збірної Роже Лемер вирішив дати найкращим гравцям відпочити перед чвертьфіналами, внаслідок чого Туніс програв Гвінеї з великим рахунком (0:3) і посів у групі друге місце.
Замбія програла два перших матчі проти Тунісу (1:4) і Гвінеї (0:2) й втратила шанси на вихід до чвертьфіналу; в останньому матчі вона, однак, зуміла перемогти Південну Африку з мінімальним рахунком 1:0.
Виступ Південної Африки на Кубку Африки 2006 року став цілковитим провалом: господарі чемпіонату світу 2010 року програли усі три матчі групового турніру, не забивши жодного м’яча. Тимчасовий тренер південноафриканців Тед Думітру був звільнений з посади в день повернення команди з Каїру додому.

### Група D
|          |   |   |   |   |    |    |   |
| Команда  | І | В | Н | П | МЗ | МП | О |
| Нігерія  | 3 | 3 | 0 | 0 | 5  | 1  | 9 |
| Сенегал  | 3 | 1 | 0 | 2 | 3  | 3  | 3 |
| Гана     | 3 | 1 | 0 | 2 | 2  | 3  | 3 |
| Зімбабве | 3 | 1 | 0 | 2 | 2  | 5  | 3 |
|          |   |   |   |   |    |    |   |

| Результати          |                  |          |           |          |
| Дата                | Місце проведення |          | Результат |          |
| 23 січня 2006 15:15 | Порт-Саїд        | Нігерія  | 1:0       | Гана     |
| 23 січня 2006 18:00 | Порт-Саїд        | Зімбабве | 0:2       | Сенегал  |
| 27 січня 2006 15:15 | Порт-Саїд        | Гана     | 1:0       | Сенегал  |
| 27 січня 2006 18:00 | Порт-Саїд        | Нігерія  | 2:0       | Зімбабве |
| 31 січня 2006 17:00 | Порт-Саїд        | Нігерія  | 2:1       | Сенегал  |
| 31 січня 2006 17:00 | Ісмаїлія         | Гана     | 1:2       | Зімбабве |
|                     |                  |          |           |          |

Збірна Нігерії під керівництвом Крістіана Чукву відмінно відіграла груповий турнір, не втративши жодного очка і пропустивши лише один м’яч, і пройшла до чвертьфіналу з першого місця у групі.
За друге місце в цій групі розгорнулася запекла боротьба; три команди здобули однакову кількість очок, і для визначення другого чвертьфіналіста довелося застосовувати допоміжні критерії. В результаті до чвертьфіналу потрапила збірна Сенегалу. Сенегал здобув лише одну перемогу в першому груповому матчі проти Зімбабве, а два інші програв, але завдяки нульовій різниці забитих і пропущених м’ячів випередив суперників і посів друге місце в групі.
Збірній Гани, дебютанту чемпіонату світу 2006 року, бракувало лише одного забитого м’яча, щоб зрівнятися з Сенегалом; в цьому разі Гана мала би перевагу завдяки перемозі над Сенегалом у двосторонній зустрічі. Однак в результаті Гана, в минулому чотириразовий чемпіон Африки, посіла в турнірній таблиці третє місце і закінчила виступи на Кубку Африки.
Зімбабве, яка лише вдруге брала участь в континентальній першості, програла перші два матчі групового турніру і перемогла лише в останньому проти збірної Гани; вона, як і Гана з Сенегалом, набрала три очки, але через велику кількість пропущених м’ячів опинилася на останній позиції в турнірній таблиці.
В групах C і D жоден матч групового турніру не закінчився внічию.